# Диас, Дэвид
Дэвид Диас (англ. David Diaz; 7 июня 1976, Чикаго, Иллинойс, США) — американский боксёр-профессионал, выступающий в лёгкой весовой категории. Участник Олимпийских игр (1996) в любителях. Среди профессионалов бывший чемпион мира версии WBC (2007—2008), и временный чемпион мира по версии WBC (2006—2007) в лёгком весе.

## 1996—2004
Дебютировал в ноябре 1996 года.

## 2005-02-04Кендалл Холт —Дэвид Диас
- Место проведения:  Фоксвудс Ресорт, Машантаккет, Коннектикут, США
- Результат: Победа Холта техническим нокаутом в 8-м раунде в 10-раундовом бою
- Статус: Рейтинговый бой
- Рефери: Чарльз Дуайер
- Счет судей: Клэрк Саммартино (68—63), Роберт Паолино (68—63), Джордж Смит (67—64) — все в пользу Холта
- Время: 2:26
- Вес: Холт 61,70 кг; Диас 61,70 кг
- Трансляция: Showtime ShoBox

В феврале 2005 года состоялся бой между Дэвидом Диасом и Кендаллом Холтом. В конце 1-го раунда Диас пошёл в атаку, и, зажав Холта в углу, начал избивать. Холт в контратаке выбросил несколько хуков и встречной двойкой в челюсть — левый хук и правый — послал Диаса в нокдаун. Диас сразу же поднялся. После возобновления боя прозвучал гонг. В конце 7-го раунда Диас попал правым хуком в голову противника. Диас сразу же добавил ещё один правым боковой удар. Холт упал на канвас, но сразу же поднялся. Во время отсчёта нокдауна у него вывалилась капа. Пока ему вставляли её обратно, Холт получил ещё несколько лишних секунд на отдых. В конце 8-го раунда Холт провёл несколько крюков с обеих рук в голову противника. Он прижал Диаса к канатам и начал добивать. Холт провёл три точных левых боковых удара в челюсть. Диас не отвечал. Рефери принял решение остановить бой, однако в момент, когда он вклинился между боксёрами, Диас ответил двойкой в челюсть Холта. Рефери всё равно бой прекратил. Диас был недоволен этим решением. Зал встретил эту остановку недовольным гулом, а объявление результата боя ринганнонсером зрители освистали.

## 2005—2007
В августе 2006 года в бою Дэвид Диас в 10-м раунде нокаутировал временного чемпиона мира в лёгком весе по версии WBC Хосе Армандо Санта Круса. Вскоре после этого боя Диас стал полноценным чемпионом по версии WBC.
В августе 2007 года он победил в равном бою Эрика Моралеса. После этого боя Моралес ушёл из бокса.

## 15 марта 2008Дэвид Диас —Рамон Монтано
- Место проведения:  Мандалей Бэй Ресорт энд Касино, Лас-Вегас, Невада, США
- Результат: Победа Диаса решением большинства в 10-раундовом бою
- Статус: Рейтинговый бой
- Рефери: Джо Кортес
- Счет судей: Дейв Моретти (99—91 Диас), Роберт Хойл (97—93 Диас), Гленн Троубридж (95—95)
- Вес: Диас 61,70 кг; Монтано 61,70 кг
- Трансляция: HBO PPV
- Счёт неофициального судьи: Харольд Ледерман (99—91 Диас)

В марте 2008 года состоялся нетитульный бой между Дэвидом Диасом и Рамоном Монтаной. Диас контролировал бой, благодаря большей точности ударов. По итогам 10-ти раундов двое судей сочли победителем Диаса, а один из судей неожиданно насчитал ничью. Поединок проходил в рамках шоу, организованного телеканалом HBO, главным событием которого был бой Мэнни Пакьяо — Хуан-Мануэль Маркес.

## 28 июня2008Мэнни Пакьяо —Дэвид Диас
- Место проведения:  Мандалей Бэй Ресорт энд Касино, Лас-Вегас, Невада, США
- Результат: Победа Пакьяо нокаутом в 9-м раунде 12-раундовом бою
- Статус: Чемпионский бой за титул WBC в лёгком весе (2-я защита Диаса)
- Рефери: Вик Дракулич
- Время: 2:24
- Вес: Пакьяо 61,00 кг; Маркес 61,20 кг
- Трансляция: HBO PPV
- Счёт неофициального судьи: Харольд Ледерман (80—70 Пакьяо)

В июне 2008 года Дэвид Диас вышел на ринг против Мэнни Пакьяо. Пакьяо доминировал весь бой. В конце 9-го раунда он выбросил правый джеб в голову, а затем провёл короткий встречный левый хук в челюсть. Американец рухнул на канвас. Рефери сразу же прекратил бой. Диас лежал на полу около минуты.